# Bernard Heuvelmans
Bernard Heuvelmans (10. října 1916 Le Havre – 22. srpna 2001 Paříž) byl francouzský zoolog.
Je považován za zakladatele kryptozoologie. V roce 1955 vydal knihu Na stopě ignorovaných zvířat, která upozornila světovou veřejnost na mnohé záhady zoologického světa. Jako autor řady dalších publikací se zúčastnil i pátrání u jezera Loch Ness (1961), v jižní a východní Africe (1967), střední Americe (1969) a v Malajsii (1993).
Od roku 1982 byl předsedou International Society of Cryptozoology.